# Hōchōdō

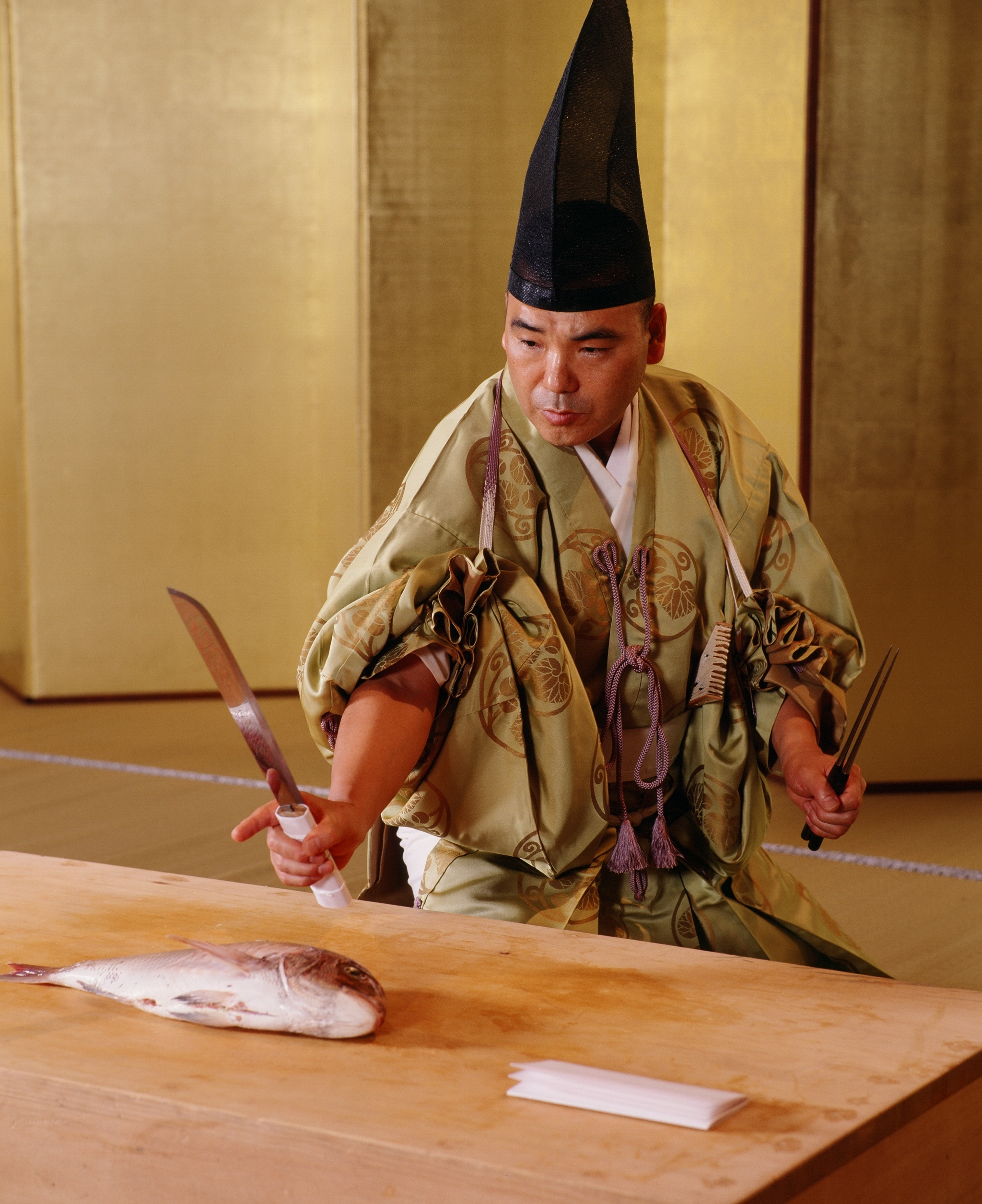
Yoshimi Tanigawa vom Restaurant Kichisen (Kyōto) demonstriert die Messerzeremonie der Ikama-Schule

Hōchōdō (jap. 庖丁道 wörtlich ‚Weg des Küchenmessers‘) ist eine traditionelle Zeremonie der japanischen Kochkunst, bei der ein Fisch oder Vogel filetiert wird, ohne ihn mit den Händen zu berühren. Sie ist auch als hōchōshiki (庖丁式 ‚Messerzeremonie‘) oder shikibōchō (式庖丁 ‚Zeremonienmesser‘) bekannt und wird noch heute gelegentlich vorgeführt, insbesondere in Kyōto.

## Ritueller Ursprung

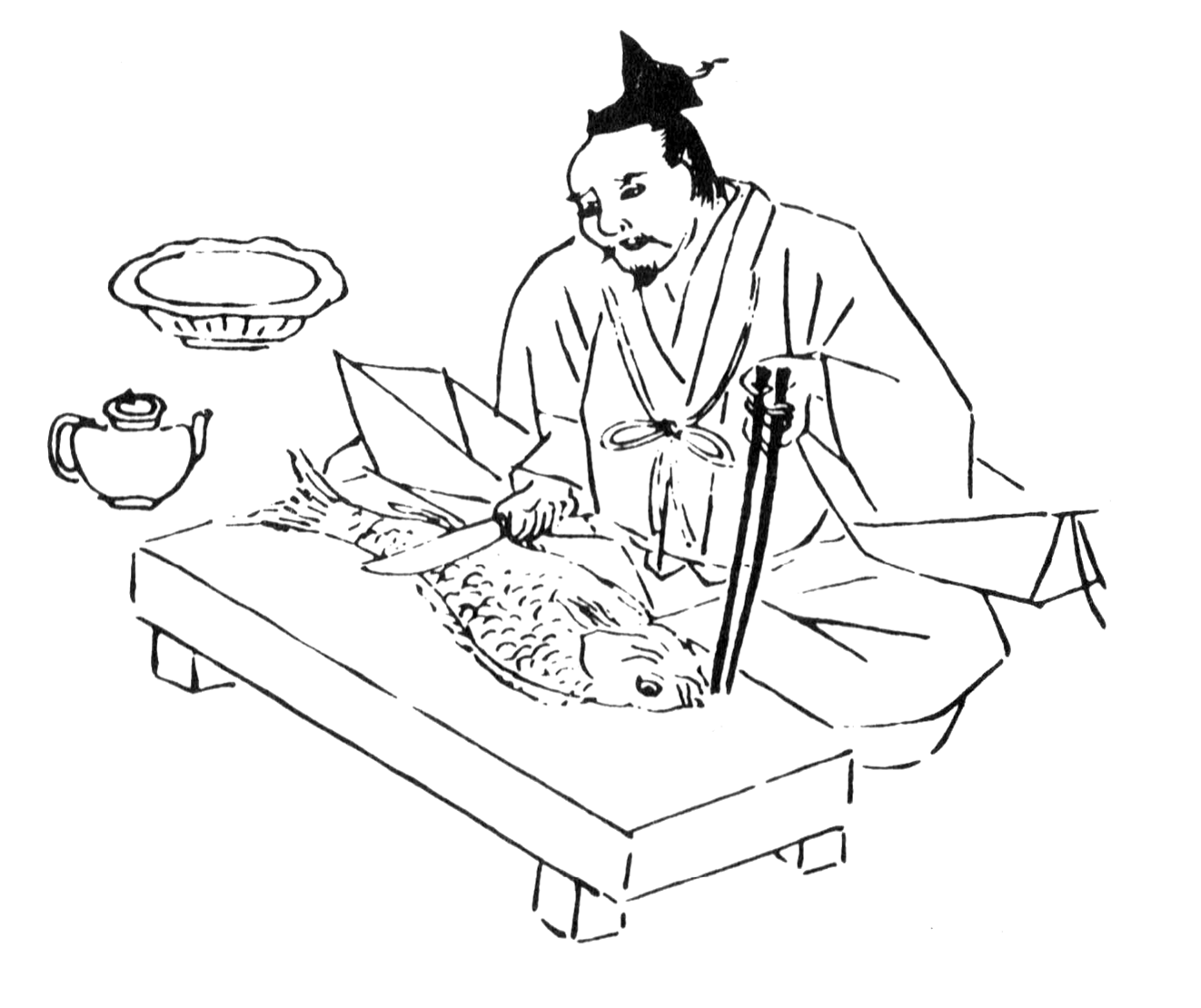
Zeichnung um 1500

Es handelt sich bei dieser Zeremonie um ein Shinto-Ritual, genaugenommen um eine Opferzeremonie, die ihren Ursprung in der Hofküche Yūsoku Ryōri während der Heian-Zeit hat.

## Technik
Er wird nur mit einem Messer (庖丁 hōchō) und einem Paar Essstäbchen aus Metall (真魚箸 manabashi) filetiert, ohne den Fisch mit den Händen zu berühren. Typischerweise trägt der Koch Kleidung der Heian-Zeit, insbesondere eine Eboshi-Mütze und eine Hitatare-Robe (直垂). Die Robe hat lange Ärmel und eine Zugschnur, mit der die Ärmel während der Zeremonie festgezogen werden können.

## Schulen
Die älteste Schule ist die Shijō-Schule (四条流 Shijō-ryū etwa „Schule der Vierten Straße“), die von Fujiwara no Yamakage (藤原山蔭) in der frühen Heian-Periode im 9. Jahrhundert gegründet wurde. Er ist auch als shijō chūnagon (四条中納言 ‚Mittlerer Kabinettsrat der Vierten Straße‘) bekannt, weil sein Haus an der Kreuzung von der Vierten Straße und der Ōmiya-Straße lag.
Die wichtigste noch erhaltene Schule ist die Ikama-Schule (生間流 Ikama-ryū). Der derzeitige Leiter in der 29. Generation ist Shigeyoshi Konishi (小西重義) mit dem Künstlernamen Masayasu Ikama (生間正保) im Restaurant Mankamerō (萬亀楼) in Kyotos Nishijin-Stadtviertel. Deren Stil hat seinen Ursprung in der frühen Kamakura-Zeit im späten 12. Jahrhundert, in Kriegerhaushalten, die vom Kaiser den Namen Kriegerhaushalte Ikama erhielten. In dieser Schule wird die Kunst shikibōchō (式庖丁) genannt, und daher ist dieser Name heute noch gebräuchlich.

## Vorführungen
Das Ritual wird gelegentlich als Opfergabe in Schreinen durchgeführt, und private Vorführungen können auf Anfrage vereinbart werden. Die Hauptveranstaltung, bei der hōchōdō vorgeführt wird, ist eine Vorführung durch mehrere Köche in der „Küchenausstellung in Kyoto“ (京料理展示大会), die jährlich im Dezember in Kyoto veranstaltet wird.